# Lander (Wyoming)
Lander (arapaho: Howóh'oowú' or Kóx3i) és la ciutat i capital del Comtat de Fremont (Wyoming) dels Estats Units d'Amèrica.

## Demografia
Segons el cens dels Estats Units del 2000 Lander tenia 6.867 habitants., 2.794 habitatges, i 1.824 famílies. La densitat de població era de 599,9 habitants/km².
Dels 2.794 habitatges en un 30,4% hi vivien nens de menys de 18 anys, en un 51,5% hi vivien parelles casades, en un 10,1% dones solteres, i en un 34,7% no eren unitats familiars. En el 30% dels habitatges hi vivien persones soles el 12,5% de les quals corresponia a persones de 65 anys o més que vivien soles. El nombre mitjà de persones vivint en cada habitatge era de 2,34 i el nombre mitjà de persones que vivien en cada família era de 2,91.
Per edats la població es repartia de la següent manera: un 24,1% tenia menys de 18 anys, un 7,1% entre 18 i 24, un 26,7% entre 25 i 44, un 25,5% de 45 a 60 i un 16,6% 65 anys o més.
L'edat mediana era de 40 anys. Per cada 100 dones de 18 o més anys hi havia 89,2 homes.
La renda mediana per habitatge era de 32.397 $ i la renda mediana per família de 41.958 $. Els homes tenien una renda mediana de 30.602 $ mentre que les dones 20.916 $. La renda per capita de la població era de 18.389 $. Entorn del 9,9% de les famílies i el 13,2% de la població estaven per davall del llindar de pobresa.

## Poblacions properes
El següent diagrama mostra les poblacions més properes.